# ریاردو
ریاردو (به ایتالیایی: Riardo) یک کومونه در ایتالیا است که در استان کسرتا واقع شده‌است.

## خصوصیات
ریاردو ۱۶٫۶ کیلومترمربع مساحت و ۲٬۴۶۱ نفر جمعیت دارد و ۱۹۲ متر بالاتر از سطح دریا واقع شده‌است.